# École nationale supérieure d'électronique, informatique, télécommunications, mathématiques et mécanique de Bordeaux
La École nationale supérieure d'électronique, informatique, télécommunications, mathématiques et mécanique de Bordeaux (ENSEIRB - MATMECA) è un'università francese, grande école d'Ingegneria istituita nel 1920, situata a Talence.

## Didattica
Si possono raggiungere i seguenti diplomi: 
- Ingénieur ENSEIRB - MATMECA (ENSEIRB - MATMECA Graduate ingegnere Master)

## Centri di ricerca
La ricerca alla ENSEIRB - MATMECA è organizzata attorno a 4 poli tematici
- Meccanico
- Matematica
- Materiale
- IT[3]